# Traite des êtres humains en droit français
Pour un article plus général, voir Traite des êtres humains.
La traite des êtres humains est réprimée pénalement en droit français. Le gouvernement français a signé et ratifié des traités internationaux contre le trafic d'êtres humains et s'engage dans la lutte contre ce trafic au moyen de différents ministères et organismes publics.

## Présentation générale du phénomène
La France est touchée par le phénomène de la traite des êtres humains, à la fois en tant que pays d'origine des victimes et pays destinataire, et de plus en plus, en tant que pays de transit. Le démantèlement, en 2010, du réseau Hamidovic (réseau bosnien de pickpocket et d'exploitation de la mendicité qui employait des mineurs dans le métro parisien) a prouvé l'étendue du phénomène. Recrutées dans la région de Tuzla, les jeunes filles victimes du réseau étaient mariées à un homme appartenant au réseau et vivant à l'étranger, en échange d'une contre-dot. Lorsque la victime s'échappait des griffes de son trafiquant, celui-ci pouvait, grâce à ce système, réclamer le remboursement de la contre-dot à la famille de la jeune fille.
En l'espèce, ces mineures ne se sont pas vues proposer de solutions d'hébergement et d’accompagnement. Le fait que les mineures victimes continuaient à voler et à mendier dans la rue dans les mois qui suivirent le démantèlement du réseau (et qu'elles devaient rapporter toujours plus d'argent à leurs nouveaux trafiquants) révèlerait les limites de mesures fondées uniquement sur la répression.
Si l'Office central pour la répression de la traite des êtres humains (OCRTEH) publie des statistiques relatives à la traite à des fins d'exploitation sexuelle, le rapport du GRETA du 28 janvier 2013 a rappelé que la France ne dispose toujours pas de statistiques sur la traite au sens large. D'autre part s'agissant de la prostitution et de l'exploitation sexuelle, celle-ci a de moins en moins lieu dans la rue et tend, depuis 2005, à investir des lieux fermés (jugés plus sûrs) tels que les salons de massages, sex shops, bars à hôtesse, etc..
La secrétaire générale de la Commission nationale consultative des droits de l'homme (CNCDH), Magali Lafourcade, estime que « les magistrats condamnent encore peu sous l’angle de la traite ».

## Signature et ratification des textes internationaux
La France a ratifié la Convention des Nations unies pour la répression de la traite des êtres humains et de l'exploitation de la prostitution d'autrui en 1960. En 2003, elle a ratifié la Convention de l'ONU contre la criminalité transnationale organisée et, en 2004, elle a ratifié le protocole de Palerme. La France est également partie à la Convention des Nations unies relatives aux droits de l'enfant et à son Protocole facultatif concernant la vente des enfants, la prostitution d’enfants et la pornographie mettant en scène des enfants. En 2008, elle a ratifié la Convention de Varsovie du Conseil de l'Europe. Elle est également partie à la Convention européenne des droits de l'homme et à diverses conventions de l'OIT.

## Les dispositions du code pénal
La loi no 2003-239 a introduit l'infraction de traite dans le droit pénal français. Depuis 2003, les articles 225-4-1 et suivants du code pénal portent sur l'infraction de traite des êtres humains. La définition de la traite des êtres humains par le droit pénal a été modifiée depuis par la loi no 2013-711 du 5 août 2013. Cette loi transpose la directive 2011/36/UE (laquelle a remplacé la décision-cadre 2002/629/JAI) et adapte également le droit français à la Convention de Varsovie.
- Définition dans le code pénal avant la loi du 5 août 2013 :

La définition de la traite des êtres humains dans le code pénal français était différente de celle du Protocole de Palerme et de la Convention du Conseil de Varsovie. Ainsi, le code pénal ne faisait pas expressément mention de l'exploitation aux fins de travail ou de services forcés, d'esclavage ou de pratiques analogues à l'esclavage, de servitude et de prélèvements d'organes. Il ne prévoyait pas non plus le moyen prévu par l'article 4 de la Convention du Conseil de l'Europe de 2005, à savoir « l'offre ou l'acceptation de paiements ou d'avantages pour obtenir le consentement d'une personne ayant autorité sur une autre aux fins d'exploitation ». En revanche, il prévoyait un élément général constitutif de l'infraction de traite qui n'est pas retenu par la Convention de 2005 : « en échange d'une rémunération ou de tout autre avantage ou d'une promesse de rémunération ou d'avantage ». Le GRETA, dans son rapport du 28 janvier 2013, note que cette condition est de nature à constituer « un obstacle à la qualification de l'infraction de traite et pourrait avoir pour conséquence que des cas de traite ne soient pas reconnus comme tels ». En outre, les moyens définis en droit international constituaient des circonstances aggravantes dans le droit pénal français. Le GRETA a exhorté la France (dans son rapport du 28 janvier 2013) à mettre son droit pénal en conformité avec les textes internationaux auxquels elle a souscrit.
Le recours à l'infraction de traite demeure relativement peu usité dans la pratique, contrairement à l'infraction de proxénétisme, les infractions relatives aux conditions de travail et d'hébergement contraires à la dignité humaine et au travail non rétribué, et les infractions relatives à l'exploitation de la mendicité. Ces infractions (excepté l'infraction de proxénétisme) prévoient pourtant un régime de sanction moins sévère que l'infraction de traite.
À noter que la France a été condamnée à deux reprises par la Cour européenne des droits de l'homme, lors des affaires Siliadin c. France (2005) et C. N. et V. c. France (2012) parce que son droit pénal n'offrait pas suffisamment de garanties aux victimes de traite.
L'article 225-4-1 définissait la traite comme suit :
« I. - La traite des êtres humains est le fait de recruter une personne, de la transporter, de la transférer, de l'héberger ou de l'accueillir à des fins d'exploitation dans l'une des circonstances suivantes :
1. Soit avec l'emploi de menace, de contrainte, de violence ou de manœuvre dolosive visant la victime, sa famille ou une personne en relation habituelle avec la victime ;
2. Soit par un ascendant légitime, naturel ou adoptif de cette personne ou par une personne qui a autorité sur elle ou abuse de l'autorité que lui confèrent ses fonctions ;
3. Soit par abus d'une situation de vulnérabilité due à son âge, à une maladie, à une infirmité, à une déficience physique ou psychique ou à un état de grossesse, apparente ou connue de son auteur ;
4. Soit en échange ou par l'octroi d'une rémunération ou de tout autre avantage ou d'une promesse de rémunération ou d'avantage.

L'exploitation mentionnée au premier alinéa du présent I est le fait de mettre la victime à sa disposition ou à la disposition d'un tiers, même non identifié, afin soit de permettre la commission contre la victime des infractions de proxénétisme, d'agression ou d'atteintes sexuelles, de réduction en esclavage, de soumission à du travail ou à des services forcés, de réduction en servitude, de prélèvement de l'un de ses organes, d'exploitation de la mendicité, de conditions de travail ou d'hébergement contraires à sa dignité, soit de contraindre la victime à commettre tout crime ou délit.
La traite des êtres humains est punie de sept ans d'emprisonnement et de 150 000 € d'amende ».
Les articles 225-4-2 et suivants prévoient en outre le régime des circonstances aggravantes :
Article 225-4-2 :
« I. - L'infraction prévue au I de l'article 225-4-1 est punie de dix ans d'emprisonnement et de 1 500 000 € d'amende lorsqu'elle est commise dans deux des circonstances mentionnées aux 1° à 4° du même I ou avec l'une des circonstances supplémentaires suivantes :
1. À l'égard de plusieurs personnes ;
2. À l'égard d'une personne qui se trouvait hors du territoire de la République ou lors de son arrivée sur le territoire de la République ;
3. Lorsque la personne a été mise en contact avec l'auteur des faits grâce à l'utilisation, pour la diffusion de messages à destination d'un public non déterminé, d'un réseau de communication électronique ;
4. Dans des circonstances qui exposent directement la personne à l'égard de laquelle l'infraction est commise à un risque immédiat de mort ou de blessures de nature à entraîner une mutilation ou une infirmité permanente ;
5. Avec l'emploi de violences qui ont causé à la victime une incapacité totale de travail de plus de huit jours ;
6. Par une personne appelée à participer, par ses fonctions, à la lutte contre la traite ou au maintien de l'ordre public ;
7. Lorsque l'infraction a placé la victime dans une situation matérielle ou psychologique grave.

II. - L'infraction prévue au II de l'article 225-4-1 est punie de quinze ans de réclusion criminelle et de 1 500 000 € d'amende lorsqu'elle a été commise dans l'une des circonstances mentionnées aux 1° à 4° du I du même article 225-4-1 ou dans l'une des circonstances mentionnées aux 1° à 7° du I du présent article ».
Article 225-4-3 :
« L'infraction prévue à l'article 225-4-1 est punie de vingt ans de réclusion criminelle et de 3 000 000 euros d'amende lorsqu'elle est commise en bande organisée ».
Article 225-4-4 :
« L'infraction prévue à l'article 225-4-1 commise en recourant à des tortures ou à des actes de barbarie est punie de la réclusion criminelle à perpétuité et de 4 500 000 euros d'amende ».
- Définition dans le code pénal depuis la loi du 5 août 2013 :

La loi no 2013-711 modifiant les articles 225-4-1 et 225-4-2 adapte notre droit pénal aux engagements internationaux de la France et transpose la directive no 2011/36/UE dans le droit interne. Elle introduit les infractions d'exploitation dans le code pénal, à savoir : la réduction en esclavage, la soumission au travail ou à des services forcés, la réduction en servitude et le prélèvement d'organes. L'absence de consentement, c'est-à-dire « l'enlèvement, la fraude, la tromperie, l'abus d'autorité ou d'une situation de vulnérabilité ou encore l'offre ou l'acceptation de paiements ou d'avantages pour obtenir le consentement d'une personne ayant autorité sur une autre aux fins d'exploitation » ne constitue plus une circonstance aggravante, mais fait partie de la définition même de la traite. Étant donné qu'il y a presque toujours échange de rémunération ou d'avantages dans les phénomènes de traite des êtres humains, le fait d'inclure l'offre ou l'échange de rémunérations (qui est une circonstance alternative, comme les autres) dans la définition de la traite permet d'établir qu'il y a eu traite des êtres humains alors même que les autres circonstances (l'emploi de menace, contraintes, etc.) n'ont pas été prouvées.
Article 225-4-1
« I. - La traite des êtres humains est le fait de recruter une personne, de la transporter, de la transférer, de l'héberger ou de l'accueillir à des fins d'exploitation dans l'une des circonstances suivantes :
1. Soit avec l'emploi de menace, de contrainte, de violence ou de manœuvre dolosive visant la victime, sa famille ou une personne en relation habituelle avec la victime ;
2. Soit par un ascendant légitime, naturel ou adoptif de cette personne ou par une personne qui a autorité sur elle ou abuse de l'autorité que lui confèrent ses fonctions ;
3. Soit par abus d'une situation de vulnérabilité due à son âge, à une maladie, à une infirmité, à une déficience physique ou psychique ou à un état de grossesse, apparente ou connue de son auteur ;
4. Soit en échange ou par l'octroi d'une rémunération ou de tout autre avantage ou d'une promesse de rémunération ou d'avantage.

L'exploitation mentionnée au premier alinéa du présent I est le fait de mettre la victime à sa disposition ou à la disposition d'un tiers, même non identifié, afin soit de permettre la commission contre la victime des infractions de proxénétisme, d'agression ou d'atteintes sexuelles, de réduction en esclavage, de soumission à du travail ou à des services forcés, de réduction en servitude, de prélèvement de l'un de ses organes, d'exploitation de la mendicité, de conditions de travail ou d'hébergement contraires à sa dignité, soit de contraindre la victime à commettre tout crime ou délit.
La traite des êtres humains est punie de sept ans d'emprisonnement et de 150 000 € d'amende.
II. - La traite des êtres humains à l'égard d'un mineur est constituée même si elle n'est commise dans aucune des circonstances prévues aux 1° à 4° du I.
Elle est punie de dix ans d'emprisonnement et de 1 500 000 € d'amende.
Article 225-4-2
I. - L'infraction prévue au I de l'article 225-4-1 est punie de dix ans d'emprisonnement et de 1 500 000 € d'amende lorsqu'elle est commise dans deux des circonstances mentionnées aux 1° à 4° du même I ou avec l'une des circonstances supplémentaires suivantes :
1. À l'égard de plusieurs personnes ;
2. À l'égard d'une personne qui se trouvait hors du territoire de la République ou lors de son arrivée sur le territoire de la République ;
3. Lorsque la personne a été mise en contact avec l'auteur des faits grâce à l'utilisation, pour la diffusion de messages à destination d'un public non déterminé, d'un réseau de communication électronique ;
4. Dans des circonstances qui exposent directement la personne à l'égard de laquelle l'infraction est commise à un risque immédiat de mort ou de blessures de nature à entraîner une mutilation ou une infirmité permanente ;
5. Avec l'emploi de violences qui ont causé à la victime une incapacité totale de travail de plus de huit jours ;
6. Par une personne appelée à participer, par ses fonctions, à la lutte contre la traite ou au maintien de l'ordre public ;
7. Lorsque l'infraction a placé la victime dans une situation matérielle ou psychologique grave.

II. - L'infraction prévue au II de l'article 225-4-1 est punie de quinze ans de réclusion criminelle et de 1 500 000 € d'amende lorsqu'elle a été commise dans l'une des circonstances mentionnées aux 1° à 4° du I du même article 225-4-1 ou dans l'une des circonstances mentionnées aux 1° à 7° du I du présent article. »
Si la modification des articles 225-4-1 et 225-4-2 a permis d'introduire les notions d'esclavage, de réduction en servitude et de travail forcé dans la définition même de la traite (en tant que finalités de l'exploitation), il restait à créer des infractions spécifiques pour chacune de ces formes d'exploitation. C'est ce qui a été fait avec la loi du 5 août 2013. Le crime d'esclavage est ainsi défini par l'article 224-1 du code pénal et est puni de vingt ans de réclusion criminelle. Aux termes de l'article 225-14-2 du code pénal, la servitude est punie de dix ans de réclusion. Elle se distingue du travail forcé en ce que les victimes de servitude ont le sentiment que leur condition d'asservissement est immuable. La création de cette nouvelle infraction permet à la France de répondre aux critiques que lui avait adressées la CEDH dans ses arrêts Siliadin et C. N. et V. c. France. Le travail forcé est quant à lui défini par l'article 225-14-1 du code pénal et est puni de sept ans d'emprisonnement et de 200 000 euros d'amende.

## Les institutions luttant contre la traite en France
La MIPROF (Mission interministérielle pour la protection des femmes victimes de violences et la lutte contre la traite des êtres humains) dont la création est décidée par le Comité interministériel aux droits des femmes le 30 novembre 2012 et entérinée par le décret no 2013-7 du 3 janvier 2013, a vocation à faire de la lutte contre la traite des êtres humains une politique publique à part entière, en concertation avec la société civile. La MIPROF est placée sous l'autorité du ministère des Droits des femmes.
Outre le ministère des Droits des femmes, plusieurs ministères sont impliqués dans la lutte contre la traite des êtres humains : le ministère de l'Intérieur, le ministère de la Justice, le ministère des Affaires sociales, le ministère des Affaires étrangères, etc.
Les offices et bureaux ayant à connaître de cas de traite d'êtres humains sont les suivants :
Au ministère de l'Intérieur :
- L'Office central pour la répression de la traite des êtres humains (OCRTEH) qui lutte contre l'exploitation sexuelle et le proxénétisme. L'OCRTEH est notamment chargé de la coordination des Brigades de répression du proxénétisme (BRP). Il est l'un des offices de la Direction centrale de la Police judiciaire (DCPJ) au sein de la Direction générale de la Police nationale (DGPN).
- L'Office central pour la répression de l'immigration irrégulière et de l'emploi d'étrangers sans titres (OCRIEST), créé au sein de la Direction centrale de la Police aux frontières (DCPAF) de la DGPN.
- L'Office central de lutte contre la délinquance itinérante (OCLDI), rattaché à la sous-direction de la police judiciaire (SDPJ) de la direction générale de la gendarmerie nationale (DGGN).
- L'Office central de lutte contre le travail illégal (OCLTI), rattaché à la SDPJ de la DGGN.
- L'Office central de lutte contre les atteintes à l'environnement et à la santé publique (OCLAESP), compétent en matière de traite aux fins de prélèvement d'organes. Il est rattaché à la SDPJ de la DGGN.
- L'Office central de lutte contre la criminalité liée aux technologies de l'information et de la communication (OCLCTIC), compétent en matière de lutte contre la criminalité, et donc (entre autres) en matière de lutte contre l'exploitation sexuelle sur internet et la pédopornographie. L'OCLCTIC gère le service de signalement www.internet-signalement.gouv.fr où tout citoyen peut signaler des contenus illicites. Les données de ce service sont analysées par la Plateforme d'harmonisation, d'analyse, de recoupement et d'orientation des signalements (PHAROS) qui transmet ces informations aux services compétents. L'OCLCTIC est rattaché à la DCPJ de la DGPN.
- L'Office français de l'immigration et de l'intégration (OFII), chargé notamment de l'aide au retour des victimes de traite étrangères.
- L'Office central pour la répression des violences faites aux personnes (OCRVP).
- La Délégation aux victimes (DAV).
- Le Bureau de l'immigration familiale.
- L'Unité de coordination opérationnelle de la lutte contre le trafic et l'exploitation des migrants (UCOLTEM), rattachée à la DCPAF de la DGPN.

Au ministère de la Justice :
- Le Bureau de l'aide aux victimes et de la politique associative.
- Les juridictions interrégionales spécialisées (JIRS) chargées de la lutte contre la criminalité organisée et la délinquance financière d'une très grande complexité. Créées en 2004, les huit JIRS sont composées de magistrats de l’instruction et du parquet.

La nature transnationale de la traite nécessite une coopération à l'échelle internationale. La Section centrale de coopération opérationnelle de police (SCCOPOL) est ainsi chargée de la coordination opérationnelle de police à l'échelle internationale. Les Commissions Rogatoires Internationales (CRI) et les Équipes Communes d'Enquête (ECE) ainsi que la coopération avec Europol, Eurojust et Interpol sont autant de moyens de coordonner la lutte contre la traite à l'échelle européenne et internationale.
Au ministère des Affaires étrangères :
- Le Conseiller technique sur la lutte contre la traite en Europe du Sud-Est. Il est rattaché à la représentation permanente de la France auprès de l'ONU et de l'OSCE à Vienne.
- L'ambassadeur itinérant chargé de la lutte contre la criminalité, lequel, depuis 2010, a vu son mandat élargi aux affaires de traite.
- La Mission de la gouvernance démocratique.

Le Pôle régional de lutte contre la criminalité organisée, placé auprès de l'ambassade de France en Croatie.
La Commission nationale consultative des droits de l'homme (CNCDH) est depuis 2014 le Rapporteur national indépendant sur la lutte contre la traite des êtres humains, chargé d'évaluer la politique publique menée en France et de rendre compte auprès de la Commission européenne, comme auprès des mécanismes compétents des Nations unies et du Conseil de l'Europe.

## La protection des victimes de traite en France
Aux fins de l'article L 316-1 du code de l'entrée et du séjour des étrangers et du droit d'asile (CESEDA), les victimes ayant déposé plainte ou les témoins étrangers peuvent se voir délivrer une carte de séjour temporaire et une autorisation de travailler :
« Sauf si sa présence constitue une menace à l'ordre public, une carte de séjour temporaire portant la mention "vie privée et familiale" est délivrée à l'étranger qui dépose plainte contre une personne qu'il accuse d'avoir commis à son encontre les infractions visées aux articles 225-4-1 à 225-4-6 et 225-5 à 225-10 du code pénal ou témoigne dans une procédure pénale concernant une personne poursuivie pour ces mêmes infractions. La condition prévue à l'article L. 313-2 n'est pas exigée. Cette carte de séjour temporaire ouvre droit à l'exercice d'une activité professionnelle. Elle est renouvelée pendant toute la durée de la procédure pénale, sous réserve que les conditions prévues pour sa délivrance continuent d'être satisfaites ».
Néanmoins, les préfectures peuvent refuser ou différer la délivrance des titres de séjour, des autorisations de travail ou des récépissés de période de réflexion et de rétablissement aux victimes de traite. Les refus ou les délais dans la délivrance desdits documents ont pour conséquence d'entraver l'accès des victimes à leurs droits (Couverture maladie universelle ou Aide médicale d’État, Allocation temporaire d'attente ou encore droit à l'indemnisation).
Si les victimes de traite peuvent bénéficier d'un hébergement sécurisé avec le réseau Ac-Sé, les possibilités d'hébergement/logement avec un personnel et des dispositifs d'assistance et d'accompagnement adaptés demeurent insuffisants.
En matière de protection des enfants, les acteurs compétents sont pléthoriques : Aide sociale à l'enfance (ASE), Protection judiciaire de la jeunesse (PJJ), Procureur de la république, Juge des enfants, etc. Les enfants victimes de traite ne bénéficient pas systématiquement d'une prise en charge par l'ASE et de dispositifs d'hébergement et d’accompagnement adaptés. En sus, les enfants victimes de traite forcés de commettre des vols à la tire ou des cambriolages sont fréquemment considérés comme des délinquants par les services de police (ce qui contrevient au principe de non-sanction des victimes tel qu'il est exprimé par l'article 26 de la Convention de Varsovie). Bien souvent, les enfants victimes de traite ne disposent pas d’administrateurs ad hoc juridiquement compétents. Enfin, les enfants victimes de traite ne bénéficient pas du statut de victime de traite, ce qui signifie qu'ils sont souvent menacés d'expulsion lorsqu'ils atteignent leur majorité.
À noter que la France s'est dotée d'un Plan d'action national contre la lutte contre la traite des êtres humains pour la période 2014 - 2016 à la suite de la présentation de celui-ci en Conseil des ministres par Najat Vallaud-Belkacem, ministre des Droits des femmes, de la Ville, de la Jeunesse et des Sports, le 14 mai 2014.